# Кучер Ігор (хокеїст)
Ігор Кучер (17 червня 1969) — український радянський хокеїст, захисник.

## Спортивна кар'єра
Виступав за команди «Сокіл» (Київ) і ШВСМ (Київ). У вищій лізі СРСР провів 1 матч, у першій лізі — 68 (1+3).

## Статистика
| Сезон   | Клуб           | Ліга  | І  | Г | П | О | ШХ |
| ------- | -------------- | ----- | -- | - | - | - | -- |
| 1986-87 | ШВСМ (Київ)    | перша | 32 | 0 | 1 | 1 | 4  |
| 1987-88 | ШВСМ (Київ)    | перша | 26 | 1 | 2 | 3 | 18 |
| 1988-89 | «Сокіл» (Київ) | вища  | 1  | 0 | 0 | 0 | 0  |
|         | ШВСМ (Київ)    | перша | 10 | 0 | 0 | 0 | 0  |